# Metachroma zayasi
Metachroma zayasi är en skalbaggsart som beskrevs av Blake 1960. Metachroma zayasi ingår i släktet Metachroma och familjen bladbaggar. Inga underarter finns listade i Catalogue of Life.